# Ustka
Ustka je grad u Poljskoj koji administrativno pripada Pomeranskomu vojvodstvu.

## Vanjske poveznice

### Ostali projekti
|  | Zajednički poslužitelj ima stranicu o temi Ustka |